# Нолле, Жан-Антуан
Жан-Антуан Нолле (фр. Jean Antoine Nollet; 1700—1770) — французский священник, аббат, и физик, член Парижской академии наук с 1739 года. Сотрудничал с естествоиспытателем Рене Реомюром. Автор трудов по физике, включая учебники.

## Биография
Родился 19 ноября 1700 года в Пемпре в семье фермеров, происходящих из Компьеня.
Первоначальное образование получил в Клермоне, в коллеже Бове и в Париже. В 1735 году стал преподавателем экспериментальной физики.
Был профессором в Турине и Наваррском коллеже (в последнем получит эту должность благодаря проведенной шпионской миссии в Италию, см. ниже), читал лекции в Бордо и Версале, с 1761 года работал в Школе искусств в Мезьере.
Проводил исследования в области электричества, молекулярной физики и оптики. Интересный факт, в 1746 году Жан-Антуан Нолле захотел измерить скорость электрического тока экспериментальным методом, предполагая, что он распространяется крайне быстро. Расставив порядка двухсот монахов, соединённых последовательно друг с другом металлическими проводами, разрядил в созданную живую цепь батарею из лейденских банок. Так как все монахи среагировали на разряд одновременно, Нолле убедился в том, что скорость тока очень высока.
В 1749 году посещал Италию от имени Парижской АН, дабы «разрешить международный спор о медицинском использовании электричества» — а в действительности с целью промышленного шпионажа по заданию своего правительства, выведать секреты итальянского производства шелка
Умер 2 апреля 1770 года.

## Вклад в науку

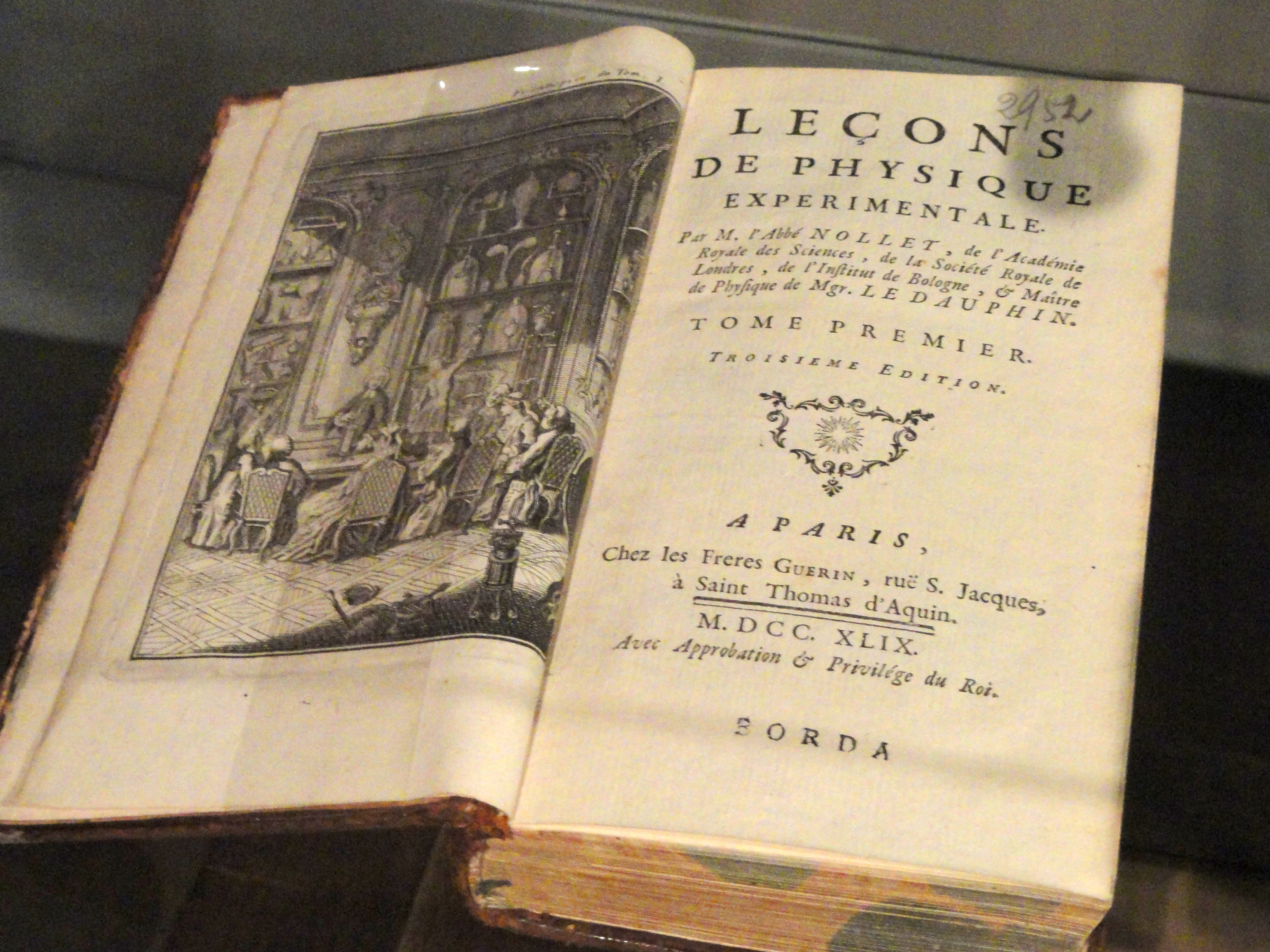
Лекции по экспериментальной физике аббата Нолле

В 1748 году Ж.-А. Нолле открыл диффузию жидкостей и осмос.
В 1747 году изобрёл электроскоп.
Описал машину для шлифовки линз, усовершенствовал лейденскую банку, электростатический генератор.
Также Нолле имеет приоритет в науке при наблюдении явлений:
- заметил, что электричество «стекает» с острия быстрее, чем с тупого конца предмета;
- наблюдал конденсацию пара в сосуде при откачке;
- выдвинул идею изучать воздействие электричества на живых существ, в частности, провёл опыт по передаче электрического тока через 180 человек.